# Q
كو (يقرأ باللاتينية: ‎/kʷuː/‏) الحرف السابع عشر من الأبجدية اللاتينية.